# Dichaetomyia carolina
Dichaetomyia carolina este o specie de muște din genul Dichaetomyia, familia Muscidae, descrisă de John Otterbein Snyder în anul 1965. Conform Catalogue of Life specia Dichaetomyia carolina nu are subspecii cunoscute.